# Velika nagrada Québeca
Velika nagrada Québec (original: Grand Prix Cycliste de Québec), je poletna enodnevna kolesarska klasika, ki jo v največji kanadski provinci Québec prirejajo že vse od leta 2010 naprej.
Organizator dirke je Évenements GPCQM (AA+ EVT inc). Ta dirka in Velika nagrada Montreala, ki je na sporedu le dva dni kasneje, skupaj spadata med "Lavrencijske klasike" (Laurentian Classics). Prvi, ki je uspel osvojiti Lavrencijski dvojček v istem letu je bil avstralski kolesar Simon Gerrans, leta 2014. Isti dosežek (Lavrencijski dvojček) pa je štiri leta uspel njegovemu rojaku Michael Matthewsu.
Kjub svoji kratki zgodovini in ne prav dolgi tradiciji, dirka brez dvoma velja za čisto pravo klasiko, saj že od njenega samega začetka poteka na najvišji ravni, to je v svetovni seriji UCI World Tour.

## Trasa
Za razliko od ostalih enodnevnih dirk gre za krožno dirko (ne od A do B). Tekmujejo na 11 krogov po 18,1 km, v vsakem morajo v hitrem zaporedju opraviti štiri vzpone: Côte de la Montagne (375 m vzpon z 10% povp. naklonom), Côte de la Potasse (420 m z pov. 9%), Montée de la Fabrique (190 m z povprečno 7%) in Montée du Fort (1000 m vzpon z 4% pov. naklonom). Cilj je na vrhu vzpona Montée du Fort. 
Leta 2014 so morali ubrati alternativno traso, saj je na Côte Gilmour potekala gradnja.

## Moški

### Zmagovalci po letih
| Leto | Zmagovalec                           | Drugi                                | Tretji                               |
| ---- | ------------------------------------ | ------------------------------------ | ------------------------------------ |
| 2010 | Thomas Voeckler                      | Edvald Boasson Hagen                 | Robert Gesink                        |
| 2011 | Philippe Gilbert                     | Robert Gesink                        | Rigoberto Urán                       |
| 2012 | Simon Gerrans                        | Greg Van Avermaet                    | Rui Costa                            |
| 2013 | Robert Gesink                        | Arthur Vichot                        | Greg Van Avermaet                    |
| 2014 | Simon Gerrans                        | Tom Dumoulin                         | Ramunas Navardauskas                 |
| 2015 | Rigoberto Urán                       | Michael Matthews                     | Alexander Kristoff                   |
| 2016 | Peter Sagan                          | Greg Van Avermaet                    | Anthony Roux                         |
| 2017 | Peter Sagan                          | Greg Van Avermaet                    | Michael Matthews                     |
| 2018 | Michael Matthews                     | Greg Van Avermaet                    | Jasper Stuyven                       |
| 2019 | Michael Matthews                     | Peter Sagan                          | Greg Van Avermaet                    |
| 2020 | odpovedano zaradi pandemije covid-19 | odpovedano zaradi pandemije covid-19 | odpovedano zaradi pandemije covid-19 |
| 2021 | odpovedano zaradi pandemije covid-19 | odpovedano zaradi pandemije covid-19 | odpovedano zaradi pandemije covid-19 |
| 2022 | Benoît Cosnefroy                     | Michael Matthews                     | Biniam Girmay                        |
| 2023 | Arnaud De Lie                        | Corbin Strong                        | Michael Matthews                     |
| 2024 | Michael Matthews                     | Biniyam Ghirmay                      | Rudy Molard                          |

### Večkratni zmagovalci
| Zmage | Kolesar          | Edicija          |
| ----- | ---------------- | ---------------- |
| 3     | Michael Matthews | 2018, 2019, 2024 |
| 2     | Simon Gerrans    | 2012, 2014       |
| 2     | Peter Sagan      | 2016, 2017       |

### Zmagovalci po državah
| Zmage | Država     |
| ----- | ---------- |
| 5     | Avstralija |
| 2     | Belgija    |
| 2     | Francija   |
| 2     | Slovaška   |
| 1     | Kolumbija  |
| 1     | Nizozemska |